# Rhagio poecilopterus
Rhagio poecilopterus är en tvåvingeart som beskrevs av Mario Bezzi 1908. Rhagio poecilopterus ingår i släktet Rhagio och familjen snäppflugor. Inga underarter finns listade i Catalogue of Life.